# Sarah Pidgeon
Sarah Pidgeon, född 7 juli 1996 i Ann Arbor i Michigan, är en amerikansk skådespelerska. Hon har spelat roller i Amazon Prime Video-serien The Wilds och Huluserien Tiny Beautiful Things. Hon gjorde även sin allra första Broadwaydebut i David Adjmis pjäs Stereophonic år 2024.

## Biografi
Pidgeon växte upp i Michigan, där hon gick på Birmingham Groves High School. Hon deltog under sommarloven i Interlochen Arts Camp, och uppträdde därefter i olika pjäser på Community House i Birmingham. Hon gick sedan på Interlochen Arts Academy och tog examen år 2014, för att sedan ta en kandidatexamen i konst från Carnegie Mellon School of Drama i Pittsburgh år 2018.

## Karriär
År 2019, efter att bland annat ha gjort ett framträdande i TV-serien Gotham, blev Pidgeon rollbesatt i Amazon Prime Video-serien The Wilds, där hon spelade rollen som den "mogna och intellektuella" unga kvinnan Leah Rilke. I augusti 2022 tillkännagavs det att hon skulle medverka i TV-serien Tiny Beautiful Things i rollen som den yngre versionen av huvudkaraktären Clare Pierce, spelad av Kathryn Hahn. Hon spelade även rollen som Diana i David Adjmis pjäs Stereophonic, som hade premiärvisning på Playwrights Horizons i New York (Off-Broadway), under år 2023.

## Skådespelarkrediter (i urval)

### Film
- 2025 – I Know What You Did Last Summer[17]

### TV
- 2019 – Gotham (TV-serie) (ett avsnitt)[6]
- 2020–2022 – The Wilds (TV-serie) (huvudroll)[18]
- 2023 – Tiny Beautiful Things (TV-serie) (huvudroll)[19]

### Teater
- 2023–2024 – Stereophonic[20]